# Arbeitsgemeinschaft Deutscher Kunstvereine
Die Arbeitsgemeinschaft Deutscher Kunstvereine e. V. (ADKV) ist der Dach- und Fachverband von in Deutschland und Österreich ansässigen, nicht kommerziellen Kunstvereinen, die sich der Präsentation und Förderung zeitgenössischer Kunst widmen. Gegründet 1980, gehören der ADKV heute bundesweit rund 300 Kunstvereine an, in denen sich etwa 120.000 Mitglieder engagieren. Die Rechtsform ist ein eingetragener, gemeinnütziger Verein. Der Sitz ist Berlin.

## Ziele und Tätigkeiten
Die Arbeitsgemeinschaft versteht sich als Mittlerin zwischen Kunst, Politik, Medien und der von bürgerschaftlichem Engagement getragenen Institution Kunstverein. Mit ihrer Arbeit unterstreicht sie die politische und gesellschaftliche Bedeutung der Kunstvereine, die auf eine über 200-jährige Geschichte zurückblicken können. Sie verbindet die Kunstvereine in einem kulturpolitischen Netzwerk und vertritt ihre Interessen in politischen Gremien, gegenüber Zuwendungsgebern, ein gemeinsames Internetportal, durch Presse- und Öffentlichkeitsarbeit sowie auf der Kunstmesse Art Cologne. Der Verband beschäftigt sich mit dem Thema Kunstvermittlung und führt im Rahmen von Projekten und Einzelveranstaltungen Fortbildungen für Kunstvereine und Kunstvermittler durch und unterstützt seine Mitglieder bei der Professionalisierung ihrer Arbeit.
Im Jahr 2021 wurden Kunstvereine als Formen gesellschaftlicher Selbstorganisation in das Bundesweite Verzeichnis des Immateriellen Kulturerbes der Deutschen UNESCO-Kommission aufgenommen.

## Vorsitzende
- Wulf Herzogenrath, Kölnischer Kunstverein, 1980–1988
- Andreas Vowinkel, Badischer Kunstverein Karlsruhe, 1988–1995
- Heiner Schepers, Kunstverein Lingen, 1995–2003
- Leonie Baumann, Neue Gesellschaft für Bildende Kunst in Berlin, 2003–2009
- Johan Holten, Heidelberger Kunstverein, 2009–2011
- René Zechlin, Kunstverein Hannover, 2011–2014
- Meike Behm, Kunstverein Lingen, 2014–2024
- Ursula Schöndeling, Kunstverein St. Pauli, seit 2024

## Preise

### ADKV-Art Cologne Preis für Kunstkritik
Die ADKV lobt seit 1999 jährlich einen dotierten ADKV-Art Cologne Preis für Kunstkritik aus, seit 2006 in Kooperation mit der Kunstmesse Art Cologne, die auch das Preisgeld stiftet. Der Preis richtet sich an freie Kunstkritiker und -kritikerinnen.

#### Preisträger für Kunstkritik
- 1999: Hans-Christian Dany
- 2000: Stefan Römer
- 2001: Jan Verwoert
- 2002: Renate Puvogel
- 2003: Raimar Stange
- 2004: Gregory Williams
- 2005: Dominic Eichler
- 2006: Catrin Lorch
- 2007: Ludwig Seyfarth
- 2008: Rudolf Schmitz
- 2009: Jennifer Allen
- 2012: Kolja Reichert
- 2011: Jens Kastner
- 2013: Astrid Mania
- 2014: Christine Woditschka
- 2014: Barbara Buchmaier
- 2015: Stefan Kobel
- 2016: Jörg Scheller
- 2017: Kito Nedo[7]
- 2018: Radek Krolczyk
- 2019: Antje Stahl[8]
- 2020: Noemi Smolik[9]
- 2022: Magdalena Kröner
- 2023: Oliver Koerner von Gustorf
- 2024: Martin Conrads[10]

### ADKV-Art Cologne Preis für Kunstvereine
Seit 2006 verleihen der ADKV und die Art Cologne einen Preis an Kunstvereine, der die „innovative Arbeit und Ausstellungspraxis eines Kunstvereins“ auszeichnet. Der Preis ist mit 8.000 Euro dotiert und wird auf der Art Cologne verliehen. Das Preisgeld stiftet die Messe.

#### Preisträger
- 2006: ACC Galerie Weimar
- 2007: Kunstverein Wolfsburg
- 2008: Salzburger Kunstverein und Westfälischer Kunstverein
- 2009: Heidelberger Kunstverein
- 2010: Kölnischer Kunstverein
- 2011: Kunstverein Nürnberg – Albrecht Dürer Gesellschaft
- 2012: Badischer Kunstverein, Karlsruhe
- 2013: Neuer Berliner Kunstverein
- 2014: Bielefelder Kunstverein
- 2015: Kunstverein für die Rheinlande und Westfalen, Düsseldorf
- 2016: Kunstverein Arnsberg und Kunstverein Harburger Bahnhof
- 2017: Kunstverein Hartware MedienKunstVerein (HKMV), Dortmund
- 2018: Temporary Gallery
- 2019: KV-Verein für zeitgenössische Kunst Leipzig
- 2020: Halle für Kunst Lüneburg
- 2021: aufgrund der Covid-Pandemie nicht vergeben
- 2022: Bonner Kunstverein
- 2023: Dortmunder Kunstverein
- 2024: Kunstverein Global Forest e. V.